# Hans Basbøll
Hans Basbøll (født 12. juli 1943 på Frederiksberg) er en dansk lingvist, som siden 1975 har været professor i nordiske sprog ved først Odense Universitet (efter 1998 Syddansk Universitet).
Han har været medlem af Det Kongelige Danske Videnskabernes Selskab siden 1991 og af Dansk Sprognævn fra 1991 til 1997. Basbøll har udgivet talrige lingvistiske artikler. Hans mest betydningsfulde værk er "The Phonology of Danish", der udkom på Oxford University Press i 2005. Det er et af de mest omfattende og pålidelige værker om moderne dansk fonologi. Basbøll er professor emeritus ved Center for Børnesprog på Syddansk Universitet i Odense. Hans seneste forskning er en analyse af fire danske lingvister. Den er udført for Carlsbergfondet.
Hans Basbøll er gift, bor i Odense, og har to sønner, journalist, MA Jacob Basbøll (født 1981) og chefkonsulent, cand.scient., ph.d. Anders Basbøll (født 1977).